# BMW R1150 GS
La BMW R1150GS y la R1150GS Adventure son una gama de motocicletas todoterreno fabricado por la compañía alemana BMW Motorrad entre los años 1999 y 2005, sustituyendo a la BMW R1100GS. Esta motocicleta fue sustituida en el año 2005 por la BMW R1200GS.